# Істкот (станція метро)

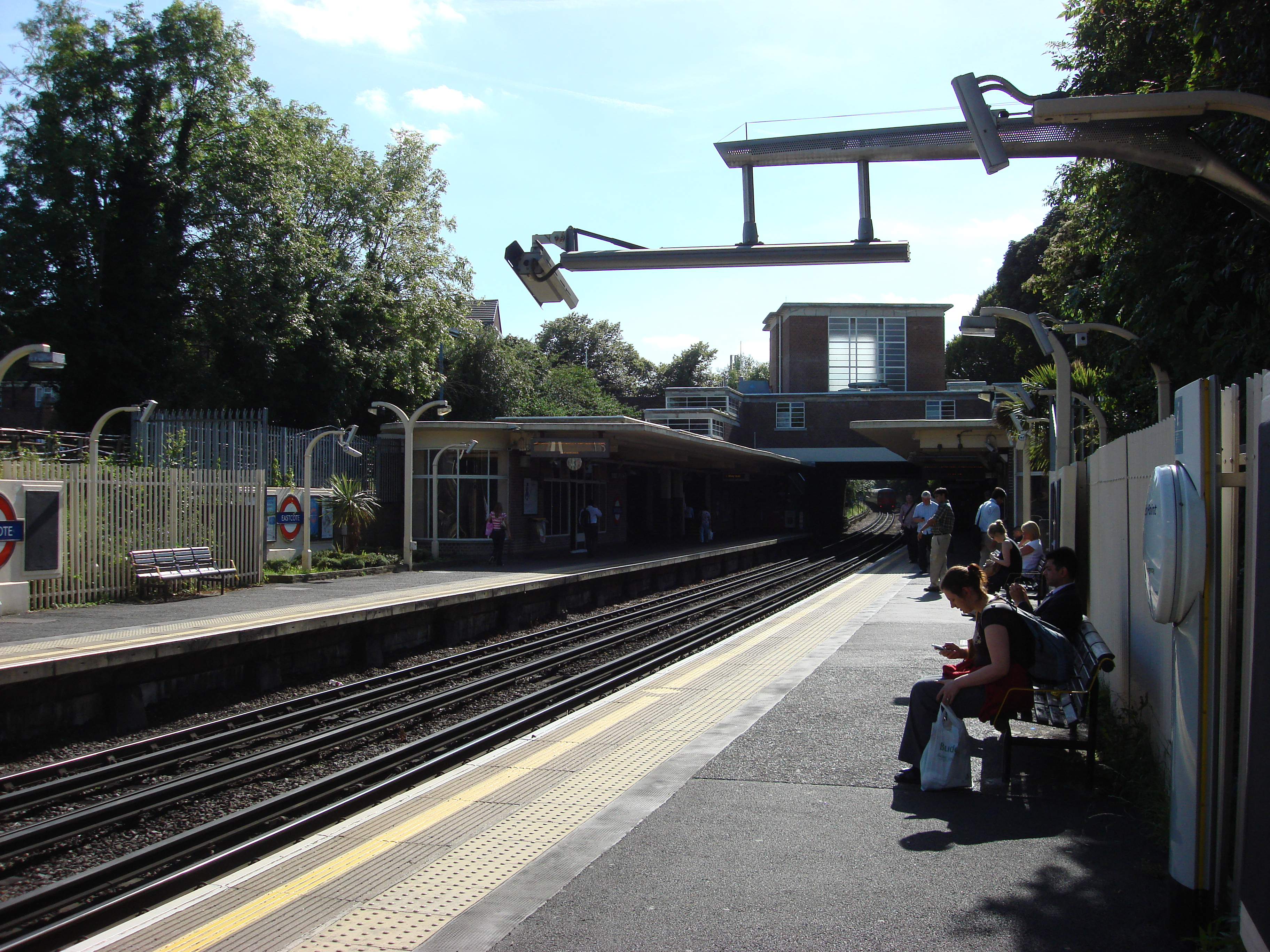
Платформи станції Істкот

51°34′36″ пн. ш. 0°23′49″ зх. д. / 51.576584° пн. ш. 0.397024° зх. д.
Істкот (англ. Eastcote) — станція лінії Метрополітен та Пікаділлі Лондонського метро. Розташована у 5-й тарифній зоні, у районі Істкот, на заході Великого Лондону, між станціями Рейнерс-лейн та Райсліп-манор. Пасажирообіг на 2017 рік — 3.01 млн осіб..
Конструкція станція — наземна відкрита, з двома береговими платформами.

## Історія
- 26. травня 1906 — відкриття станції у складі лінії Метрополітен[4]
- 1. березня 1910 — відкриття трафіку по станції лінії Дистрикт
- 23. жовтня 1933 — припинення трафіку лінії Дистрикт, відкриття трафіку лінії Пікаділлі.[5]
- 10. серпня 1964 — закриття товарної станції[6]

## Пересадки
Пересадки на автобуси London Buses маршрутів: 282, 398.

## Послуги
| Попередня станція | Лінія                            | Лінія                               | Лінія | Наступна станція |
| ----------------- | -------------------------------- | ----------------------------------- | ----- | ---------------- |
| Рейнерс-лейн      |                                  | Лондонське метро Лінія Метрополітен |       | Райсліп-манор    |
| Рейнерс-лейн      | Лондонське метро Лінія Пікаділлі |                                     |       | Райсліп-манор    |